# 馬紹榮
馬紹榮（15世紀—1501年），字宗勉，南直隸蘇州府常熟縣籍太倉州人，明朝政治人物。

## 生平
馬紹榮本為穿山周氏的養子，天順六年（1462年）中式順天鄉試舉人，成化元年（1465年）授中書舍人入直文淵閣，曾經有急詔需在晚上宣諭，但同僚都醉倒，只得他能上殿撰寫而得上意，陞驗封司員外郎後上陳復姓馬。弘治年間他參與編修《憲宗實錄》，四年（1491年）外任山東左參議，同年陞太常寺少卿，捐出一階讓布衣姜立綱陞太僕寺少卿，得人稱頌。
弘治十四年（1501年）馬紹榮去世，因兒子援例獲賜祭葬，葬在吳縣楞伽山。他喜歡作詩，書法倣效宋克而可觀，但崇尚勢利，部份士人會諂笑他諂媚之態。

## 引用
1. 1 2  民國《太倉州志·卷十八·人物二》：馬紹榮，字宗勉，初為穿山周氏養子，冒其姓，天順六年順天舉人，成化初授中書舍人直文淵閣，嘗有急敕夜宣，同僚盡醉，紹榮獨簪筆上殿書麻稱旨；陞驗封司員外郎，陳情復姓，宏治初修《憲宗實錄》。遷山東參議，陞太常少卿，官三十年以清謹稱，居內閣最久，與永嘉姜立綱齊名，其陞少卿也，立綱以出身布衣不得同陞，紹榮請捐一階與之，故紹榮得太常，立綱得太僕，朝論賢之，卒賜祭葬，墓在吳縣楞伽山。
2. ↑  《明孝宗敬皇帝實錄·卷四十七》：（弘治四年正月壬辰）內閣制敕房書辦吏部員外郎馬紹榮九年考滿，陞山東布政司左參議，順天府帶俸，仍舊辦事。
3. ↑  《明孝宗敬皇帝實錄·卷一百八十二》：（弘治十四年十二月壬戌）太常寺少卿馬紹榮卒。紹榮字宗勉，直隸常熟縣人，少為周氏養子，待其子習學，遂邇文義舉鄉試，成化元年選入史館謄錄《英廟實錄》被中書舍人，十年供事內閣制敕房，歷吏部騐封司員外郎、山東布政司左參議至今職俱供事如故，至是卒。其子援例乞祭葬，許之，紹榮喜為詩，學書宋仲溫亦可觀，但崇尚勢利，過人輒為諂笑，側媚之態士諭不能無貶焉。